# Oper rund um
Oper rund um ist ein Künstlerensemble, welches Opernwerke in Alltagsräumen zur Aufführung bringt, wie z. B. in einem Freibad, einer Gärtnerei oder vor einem Supermarkt.
Diese Räume werden in Bühnen verwandelt, auf denen sich das Operngeschehen abspielt. Ziel des Ensembles ist es, Oper auch jenen Menschen näher zu bringen, die bislang keinerlei Affinität dazu hatten.

## Geschichte
„Oper rund um“ wurde 2011 von der österreichischen Opernregisseurin Anna Katharina Bernreitner und dem österreichischen Dirigenten Raphael Schluesselberg gegründet.

## Produktionen
Bisher brachte das Ensemble folgende Werke zur Aufführung:
- 2011: Doktor und  Apotheker in Aschbach-Markt[1]
- 2012: Die scheinbare Gärtnerin in Aschbach-Markt[2]
- 2013: Der Liebestrank in Aschbach-Markt[3]
- 2014: Der Barbier von Sevilla in Aschbach-Markt[4]
- 2015: La Bohème in Wien[5]
- 2015: Die Fledermaus in Aschbach-Markt[6]
- 2016: Der Bajazzo in Wien[7]
- 2016: Don Pasquale in Aschbach-Markt[8]
- 2016 und 2017: Hänsel und Gretel in Reinsberg[9]
- 2017: Don Giovanni in Waidhofen an der Ybbs[10]
- 2018: Die Entführung aus dem Serail in Waidhofen an der Ybbs[11]
- 2019: Die Fledermaus und Die Hochzeit des Figaro
- 2020: Orpheus in der Unterwelt in Waidhofen an der Ybbs[12]
- 2021: Hoffmanns Erzählungen in Waidhofen/Ybbs

## Auszeichnungen
- 2017 Niederösterreichischer Kulturpreis: Anerkennungspreis des Landes Niederösterreich für die Gründerin des Ensembles Anna Katharina Bernreitner in der Sparte „darstellende Kunst“
- 2019 Österreichischer Musiktheaterpreis – Die Entführung aus dem Serail erhält den Offtheaterpreis.[13]